# Faust-Kultur
Faust Kultur ist ein Autoren- und Künstlernetzwerk aus Frankfurt am Main. 2010 ging daraus das Online-Magazin faustkultur.de hervor, das auf Non-Profit-Basis arbeitet. Trägerin des Kulturportals ist die gemeinnützige Faust Kultur Stiftung. 2014 gründeten Werner Ost (†) und Michele Sciurba den Verlag Edition Faust. Die Themen sowohl des Verlags als auch der Kulturwebseite decken Literatur, Kunst und Musik sowie gesellschaftliche, philosophische und politische Kontroversen ab.

## Online Magazin Faust Kultur
Das Online Magazin Faust Kultur ist ein gemeinnütziges, kostenfreies feuilletonistisch ausgerichtetes Autorenportal auf Non-Profit-Basis mit internationaler Ausrichtung. Faust Kultur fördert durch seine publizistischen Aktivitäten eine weltoffene und demokratische Gesellschaft, in der die verfassungsgemäßen Grundrechte der Bundesrepublik Deutschland und die EU-Grundrechtecharta Grundlage jedes publizistische Handeln sind. Vielfältige Literatur und Kunst bereichern den deutschen Sprachraum und dienen als Brücke für Verständigung und Toleranz über Länder- und Kulturgrenzen hinweg. Daher vertraut Faust Kultur auf Integration, Toleranz und die Weiterentwicklung der Demokratie und fördert insbesondere Menschen mit Migrationshintergrund. In diesem Sinne kooperiert Faust Kultur beim Umsetzen gemeinsamer literarischer Aktivitäten mit internationalen Institutionen wie LitProm, dem Instituto Cervantes, dem Institut Français d'Allemagne und anderen Kulturfördernden und Kulturschaffenden, die Literatur in unterschiedlichen Gattungsformen auf Faust Kultur zeigen. Die jüngste Zusammenarbeit mit Impakter Magazine trägt den zeitgemäßen Themen Klimawandel, Nachhaltigkeit und Künstliche Intelligenz Rechnung.
Das Programm des Faust Kultur Magazins entscheidet die unabhängige Redaktion. Diese besteht aus Liam Grunsky (Chief of Staff), Alban Nikolai Herbst (Literatur und Musik/Berlin), Virginia Hildebrandt (Redaktion), Annick Ibold (Redaktion), Bernd Kammerer (Bildredaktion), Paola Morpheus (Comicblog), Leon Alexis Oet (Chief Operating Officer), Iris Schultheis (Redaktion), Sarah C. Schuster (Literatur und Wissenschaft), Dr. Michele Sciurba (CvD) und Annika Westphal (Redaktion). Zu den ständigen Mitarbeitern zählen Ankalina Dahlem und Andrea Grosso Ciponte (Graphic Novel/Comic).
Die Online Magazin Faust-Kultur.de wurde 2010 unter dem Schlagwort wwweltbühne für Autoren und Künstler von Werner Ost, Ulla Bayerl, Andrea Pollmeier und Isa Bickmann in Frankfurt am Main gegründet. Im September 2010 ging die Seite erstmals online. Mitte 2024 begann ein Relaunch des Magazins mit stärkerem Fokus auf Primärliteratur, insbesondere Kurzprosa und Lyrik. Faust Kultur enthält mittlerweile über 6.000 Beiträge von über 400 Autoren. 3.500 literatur- und kulturinteressierte Menschen haben den zweiwöchentlichen Newsletter von Faust Kultur abonniert, mit stetig steigender Zahl.
-->
In das Online Magazin finden literarische und journalistische Darstellungsformen Eingang. Zu den unterschiedlichen Formaten zählen Erzählungen, Essays, Notizen, Tagebuchaufzeichnungen, Gedichte, Gespräche mit Autoren, Künstlerporträts, ausgewählte Buch-, Film- und Musikbesprechungen sowie literarische Wörterbucheinträge. Außerdem werden Videos und Tonmitschnitte von Autoren- und Künstlerinterviews, Lesungen und Aufführungen veröffentlicht.
Faust Kultur beherbergt eine ganze Reihe von Themenreihen, die sich inhaltlich und formell teils stark unterscheiden. Autoren wie Artur Becker, Otto A. Böhmer, Cristina Costantini, Ankalina Dahlem, Caterina Draschan-Mitwalsky, Serena Grazzini, Alban Nikolai Herbst, Paola Morpheus, Helmut Ortner, Stefana Sabin, Sarah C. Schuster, Michele Sciurba, Andreas Steffens u. a. publizieren im Online Magazin Faust Kultur.
Neue Beiträge erscheinen täglich. Über eine Archivfunktion sind alle Inhalte langfristig abrufbar.

## Verlag Edition Faust
Der Verlag Edition Faust ist aus der Onlineplattform Faust-Kultur hervorgegangen und besteht aus den drei Säulen: Online, Print und Veranstaltungsmanagement. Er wurde 2014 von Werner Ost und Michele Sciurba gegründet und ist in Kooperation mit der Galerie Art Virus Ltd. entstanden. Bis April 2021 war Werner Ost (†) geschäftsführender Gesellschafter der Faust Kultur GmbH und Verlagsleiter der Edition Faust. Das Verlagsteam besteht aus dem geschäftsführenden Gesellschafter Michele Sciurba, Leiterin des Wissenschaftsbereichs „Edition Faust Academic“ Sarah C. Schuster, Lektorin und Übersetzerin Elvira M. Gross, Lektorin Regine Strotbek und Verlagsleiterin Nicole Thamm.
Das Themenspektrum der Edition Faust reicht von Literatur und Lyrik über Kunst und Fotografie bis zu gesellschaftlichen, philosophischen und interkulturellen Kontroversen. In den Programmbereichen Literatur und Kunst veröffentlichen oftmals Autoren, die sich bereits beim Onlineportal mit Beiträgen engagierten, wie Gaetano Altopiano, Najat Abed Alsamad, Sascha Anderson, Katja Behrens, Otto A. Böhmer, Paulus Böhmer (†), Alexandru Bulucz, Ankalina Dahlem, Michaela Ehinger, Matthias Göritz, Serena Grazzini, Andrea Grosso Ciponte, Jan Kraus, Julia Mantel, Paola Morpheus, Philipp Mosetter, Harry Oberländer (†), Helmut Ortner, Dacia Palmerino, Alexander Pavlenko, Volker Reiche, Jan Volker Röhnert, Sarah C. Schuster, Werner Söllner (†), Vanja Vukovic, Diego Valverde Villena Diego Valverde Villena und Matthias Zimmer (†). Weitere Schwerpunkte sind literarische und gesellschaftspolitische Sachbücher (z. B. „La Frontera. Die mexikanisch-US-amerikanische Grenze und ihre Künstler“, „Innenansichten aus Syrien“, „Stimmen aus Teheran“, „Mare Manuscha. Leben und Kultur der Sinti & Roma“) und der Gesprächsband mit dem Aktivisten und Gründer der Sea Shepherd Conservation Society Captain Paul Watson „You Can’t Destroy a Movement“ (englische Ausgabe) sowie „Eine Bewegung kann man nicht zerstören“ (deutsche Ausgabe) und Graphic Novels von Andrea Grosso Ciponte und Alexander Pavlenko (z. B. „FAUST“, „Der Sandmann“, „Der Schimmelreiter“, „Der Geisterseher“ und „Das Leben Martin Luthers“). Zwei Buchreihen haben sich etabliert; die philosophische Gesprächsreihe „Einsichten im Dialog“ von Alexandru Bulucz und die Hermann-Hesse-Lectures von Volker Michels. Im wissenschaftlichen Bereich, Edition Faust Academics, erscheinen medizinische und rechts- und literaturwissenschaftliche Titel. Von 2018 bis 2023 erschien mit „Textland. Made in Germany“ als Stiftungsprojekt der Faust Kultur Stiftung jährlich eine Anthologie mit Texten von jungen, mehrkulturellen Autoren. Der Fokus lag hier auf der deutschsprachigen Gegenwartsliteratur in der modernen pluralen Gesellschaft. Die Autoren nahmen auch an dem von der Faust Kultur Stiftung initiierten Textland Literaturfestival teil, das von 2018 bis 2023 in Frankfurt am Main stattfand.
In den Jahren 2019 und 2024 erhielt die Edition Faust den Deutschen Verlagspreis der Bundesregierung für Kultur und Medien. 2022 wurde die Edition Faust für ihren Bereich Graphic Novel mit dem Sonderpreis des Hessischen Verlagspreises ausgezeichnet.

## Faust Kultur Stiftung
Seit November 2014 ist die Faust Kultur Stiftung im Sinne der Abgabenordnung als gemeinnützig anerkannt. Hauptanliegen der Faust Kultur Stiftung ist es, Literatur, Kunst und Kultur durch die Bereitstellung des Online Magazins faustkultur.de auf zeitgemäße Weise zu fördern. Dieser Stiftungszweck ist in der Stiftungssatzung verankert, die auf dem Gebiet von Kunst und Kultur die Förderung zeitgenössischer Formen und Entwicklungen von besonderer Bedeutung vorsieht. Beiträge zu einer aktiven, intellektuellen Welt werden in diesem digitalen Medium transnational präsentiert und dokumentiert. Die Stiftung liegt in der Trägerschaft der Faust Kultur GmbH unter der Geschäftsführung von Herrn Dr. Michele Sciurba, der ebenfalls Stifter der Faust Kultur Stiftung ist. Stiftungsleiterin und ebenfalls Stifterin ist Frau Nicole Thamm. Um ihre Stiftungsziele umzusetzen, ist die Faust Kultur Stiftung auf Spenden und Fördermittel angewiesen. Zu den Stiftungszielen zählen, neben der Förderung von Literatur, Kunst und Kultur, die Bereitstellung und der Betrieb des Online Magazins Faust Kultur, das von Dr. Michele Sciurba herausgegeben wird. Das Stiftungskuratorium, bestehend aus Michael Detjen, Bernd Kammerer, Georg Linde, Iris Schultheis,
Sarah C. Schuster, Dr. Michele Sciurba und Annika Westphal, ist das verantwortliche Aufsichtsgremium der Stiftung. Das von der Faust Kultur Stiftung gepflegte Faust Kultur Online Magazin arbeitet eng mit internationalen Partnern wie dem Impakter Magazine zusammen, einer globalen Zeitschrift für Nachhaltigkeit und soziale Gerechtigkeit, sowie dem italienischen Literatur- und Kulturmagazin Il cucchiaio nell'orecchio und dem literarischen Verein LitProm, der Literatur aus Afrika, Asien und Lateinamerika fördert. Zu den grenzüberschreitenden literarischen und kulturellen Aufgaben der Faust Kultur Stiftung zählt es, Brücken zwischen unterschiedlichen Kulturen zu bauen und den Austausch von Ideen und Perspektiven zu unterstützen. Durch internationale Partnerschaften wird den Leserinnen und Lesern ein breites Spektrum an Themen geboten, die über nationale Grenzen hinausreichen und zur Förderung eines globalen kulturellen Verständnisses beitragen. Mit diesen Kooperationen engagiert sich die Faust Kultur Stiftung für die Sichtbarmachung und Stärkung von kultureller und literarischer Vielfalt, um einen Beitrag zu einem weltoffenen und vielfältigen Diskurs zu leisten.
Zu den Projekten der Faust Kultur Stiftung zählen seit Gründung der Stiftung die Projekte „Europa? – Europa!“, „La Frontera“ über die Kunst an der US-amerikanisch-mexikanischen Grenze, „Innenansichten aus Syrien“, die Graphic Novel „Luther“ über das Leben und Wirken Martin Luthers mit dem preisgekrönten Graphic-Novelist Andrea Grosso Ciponte, „M(ein) Migrationshintergrund“, „Kunst in der Demenz“, „Kunst und Kulturen der Roma und Sinti“ und weitere kulturell wertvolle Projekte. Jüngst wurden der Relaunch des Online Magazins Faust Kultur, die Lyrikförderung der Gedichtbände „Amygdala“ von Sarah C. Schuster und „Feuerzungen“ von Diego Valverde Villena Diego Valverde Villena und die Podiumsdiskussion „Was bleibt von der Autor:innenschaft in Zeiten von KI?“ im Rahmen der Europawochen 2023 erfolgreich als Stiftungsprojekte der Faust Kultur Stiftung umgesetzt.